# 若菜集
『若菜集』（わかなしゅう）は、島崎藤村の処女詩集。1897年（明治30年）に春陽堂から刊行。
七五調を基調とし、冒頭に置かれた「六人の処女」（「おえふ」「おきぬ」など）のほか51編を収録。「秋風の歌」や「初恋」が特に名高い。日本におけるロマン主義文学の代表的な詩集である。
```
初恋　島崎藤村

まだあげ初めし前髪の
林檎のもとに見えしとき
前にさしたる花ぐしの
花ある君と思ひけり

やさしく白き手をのべて
林檎をわれにあたへしは
薄紅の秋の実に
人こひ初めしはじめなり

わがこゝろなきためいきの
その髪の毛にかゝるとき
たのしき恋の盃を
君が情に酌みしかな

林檎畑の樹の下に
おのづからなる細道は
誰が踏みそめしかたみぞと
問ひたまふこそこひしけれ

```

この「初恋」は雑誌『文學界』において1896年（明治29年）10月30日に発表された。この日は「初恋の日」として、藤村が滞在した温泉宿「中棚荘」（長野県小諸市）の申請に基づき、日本記念日協会に登録されている。